# Медальйон (фільм, 2003)
«Медальйон» (ориг. назва англ. The Medallion) — комедійний бойовик 2003 року, знятий гонконзьким режисером Гордоном Чаном. Це його перший англомовний фільм, до якого він також написав сценарій за участю Бея Логана, Пола Вілера, Беннета Джошуа Девліна та співпродюсера Альфреда Ченга.
Головні ролі зіграли Джекі Чан, Лі Еванс, Клер Форлані та Джуліан Сендс. Фільм був набагато менш успішним, ніж інші американські фільми Чана, такі як серія фільмів «Година пік», «Шанхайський полудень» і його продовження «Шанхайські лицарі». Вийшов на екрани 15 серпня 2003 року в Гонконзі та 22 серпня 2003 року в США, дистриб'ютор — TriStar Pictures. Однак у домашньому релізі бойовик поширювала компанія Screen Gems.
За сюжетом, Едді (грає Джекі Чан) — поліцейський Гонконгу, найнятий Інтерполом, щоб затримати кримінального авторитета, відомого як Змієголовий (грає Сендс), і не дати йому викрасти обраного хлопця з особливими здібностями та медальйоном, який дає надлюдську силу та безсмертя.
Значна частина фільму присвячена надприродним і містичним темам, хоча він наповнений екшном і гумором, характерним для фільмів Чана. Попри те, що фільм отримав негативні відгуки критиків, касові збори в Сполучених Штатах були досить великими, щоб Sony/TriStar Pictures отримали прибуток. Сукупно фільм провалився у прокаті, зібрав $34,3 млн, хоча виробничий бюджет складав $35–41 млн.

## Сюжет
Гонконгівський поліцейський Едді Янг (Чан) переслідує злочинця, який намагається викрасти хлопчика, що володіє медальйоном, за допомогою якого може воскрешати людей, перетворюючи їх на суперменів. Коли Едді гине, рятуючи малого, медальйон оживляє його і дає йому надлюдські здібності, однак те саме відбувається і з його противником (Сендс). Цю старовинна прикраса у нього намагаються відібрати останні члени древнього військового ордена, випадковим учасником якого він став. І в цій небезпечній справі допомагати йому буде чарівна Ніколь — дівчина, що вміє робити абсолютно все.

## В ролях
- Джекі Чан — Інспектор Едді Янг
- Лі Еванс — Інспектор Інтерполу Артур Вотсон
- Клер Форлані — Інспектор Ніколь Джеймс
- Олександр Бао — Джай
- Джуліан Сендс — Зміїна голова
- Йохан Майерс — Жискар
- Джон Ріс-Девіс — Командор Хаммерсток-Смайт
- Ентоні Вонг — Лестер Он
- Крісті Чунг — Шарлотта Вотсон
- Біллі Хілл — Майлз Вотсон
- Ніколас Се — офіціант
- Едісон Чен офіціант
- Скотт Едкінс — Поплічник Зміїної голова
- Сіу-Мін Лау — Продавець антикваріату
- Діана Вен — Поліцейська під прикриттям

## Виробництво
З прогнозованим бюджетом у 35 мільйонів доларів «Медальйон» на той час був найдорожчим гонконгським фільмом за всю історію.